# Carlos Constantino
Carlos Constantino (902 — 962) foi um conde de Viena.

## Relações familiares
Foi filho de Luís III, o Cego (880–928), Imperador do Ocidente e de Ana de Constantinopla (890–914), filha de Leão VI, o Sábio e de Zoé Zautsina. Casou com Tiberga de Troyes (?–960) filha de Guerner de Troyes, conde de Troyes e de Tiberga de Arles, de quem teve:
1. Constância de Viena casada com Bosão de Arles, conde de Arles e de Avinhão.
2. Amadeu da Provença (960–?).